# مانشستر مارك 1
مانشتر مارك 1 (بالإنجليزية: Manchester Mark 1)‏ كان واحدًا من أوائل حواسيب البرنامج المخزن، طوّر في جامعة فكترويا في مانشستر على أساس الآلة التجريبية صغيرة المقياس، التي سميت أيضًا «الرضيع» (عملت في يونيو 1948). سمي الحاسوب آلة مانشتر الرقمية الأتوماتيكية. بدأ العمل عليه في أغسطس 1948، وعملت الإصدارة الأولى في أبريل 1949؛ وعمل برنامج مكتوب للبحث عن عدد ميرسين الأولي دون أخطاء لمدة تسع ساعات ليلة 16/17 يونيو 1949.
عمل الآلة الناجح جرى نشره على نطاق واسع في الصحافة البريطانية، التي استخدمت عبارة «العقل الإلكتروني» لوصف الجهاز لقرائها. استثار هذا الوصف ردًا من رئيس قسم جراحة الأعصاب في جامعة مانشستر، وهو ما مثل بداية لنقاش طويل حول إمكانية أن يكون الحاسوب مبدعًا بحق.

## هامش
1. ↑  Small-Scale Experimental Machine.
2. ↑  Baby.
3. ↑  Manchester Automatic Digital Machine, MADM.